# Султан (село)
Султа́н — село в Андроповском муниципальном округе Ставропольского края России.

## Варианты названия
- Брык[3],
- Султановский,
- Султанское[4].

## Географическое положение
Село расположено у балки Гречанка в верховьях реки Калаус, у северных склонов горы Брык, в 20 км северо-восточнее районного центра Курсавка.

## История
Село основано в 1866 году на казённой земле выходцами из Тамбовской, Курской, Воронежской, Черниговской, Харьковской и Полтавской губерний, а также греками из Персии (по другим данным село основали в 1864 году греки из Турции). При этом, первые поселенцы появились здесь значительно раньше — в 1825—1827 годах.
В в 1897 в селе проживало около 6 тысяч русских и 250 греков.
В 1925 году в селе проживало 5,4 тысячи жителей, работали 2 школы, библиотека, 11 мелких промышленных предприятий, 6 кузниц, мельница, 3 маслобойни.
Во время Великой Отечественной войны на фронте погибло более 400 сельчан.
До 16 марта 2020 года село образовывало упразднённое сельское поселение село Султан.

## Население
| 1870  | 1874  | 1897  | 1903  | 1910  | 1926  | 1939  | 1959  | 1970  |
| ----- | ----- | ----- | ----- | ----- | ----- | ----- | ----- | ----- |
| 2507  | ↘1471 | ↗7708 | ↘6657 | ↗6678 | ↘5620 | ↘2954 | ↘1860 | ↘1724 |
| 1979  | 1989  | 1999  | 2002  | 2008  | 2010  | 2011  | 2012  | 2013  |
| ↘1716 | ↘1713 | ↘1658 | ↗1687 | ↘1589 | ↗1600 | ↗1653 | ↘1636 | ↘1627 |
| 2014  | 2015  | 2016  | 2017  | 2018  | 2019  | 2020  | 2021  |       |
| ↗1629 | ↗1630 | ↗1640 | ↗1658 | ↘1648 | ↗1649 | ↘1629 | ↗1667 |       |

Национальный состав
По итогам переписи населения 2010 года проживали следующие национальности (национальности менее 1 %, см. в сноске к строке «Другие»):
| Национальность | Численность | Процент |
| -------------- | ----------- | ------- |
| Русские        | 1138        | 71,13   |
| Чеченцы        | 212         | 13,25   |
| Даргинцы       | 158         | 9,88    |
| Карачаевцы     | 37          | 2,31    |
| Аварцы         | 29          | 1,81    |
| Другие         | 26          | 1,63    |
| Итого          | 1600        | 100,00  |

## Местное самоуправление
Дума муниципального образования села Султан
Срок полномочий депутатов — 5 лет; дата избрания депутатов — 13 марта 2011 года; количество депутатов — 10 чел.
Председатели Думы
- Бедник Николай Иванович[26]

Главы администрации муниципального образования села Султан
- с 24 марта 2011 года — Бедник Николай Иванович[26]
- с 25 октября 2016 года — Запорожец Мария Юрьевна[27]

## Инфраструктура
- Дом культуры. Открыт 1 мая 1960 года[28]
- Библиотека. Открыта 27 мая 1930 года[28]
- Фельдшерско-акушерский пункт[29]
- С 1995 года село газифицировано
- В 150 м к востоку от дома № 1 по улице Лермонтова расположено общественное открытое кладбище площадью 40 тыс. м²[30].

## Образование
- Средняя общеобразовательная школа № 9
- Детский сад № 17 «Солнышко»

## Экономика
Предприятия сельского хозяйства

## Памятники
- Братская могила партизан и советских воинов, погибших в годы Гражданской и Великой отечественной войн. 1918—1920, 1942—1943, 1952 года[31]

## Галерея

Окраина села Султан
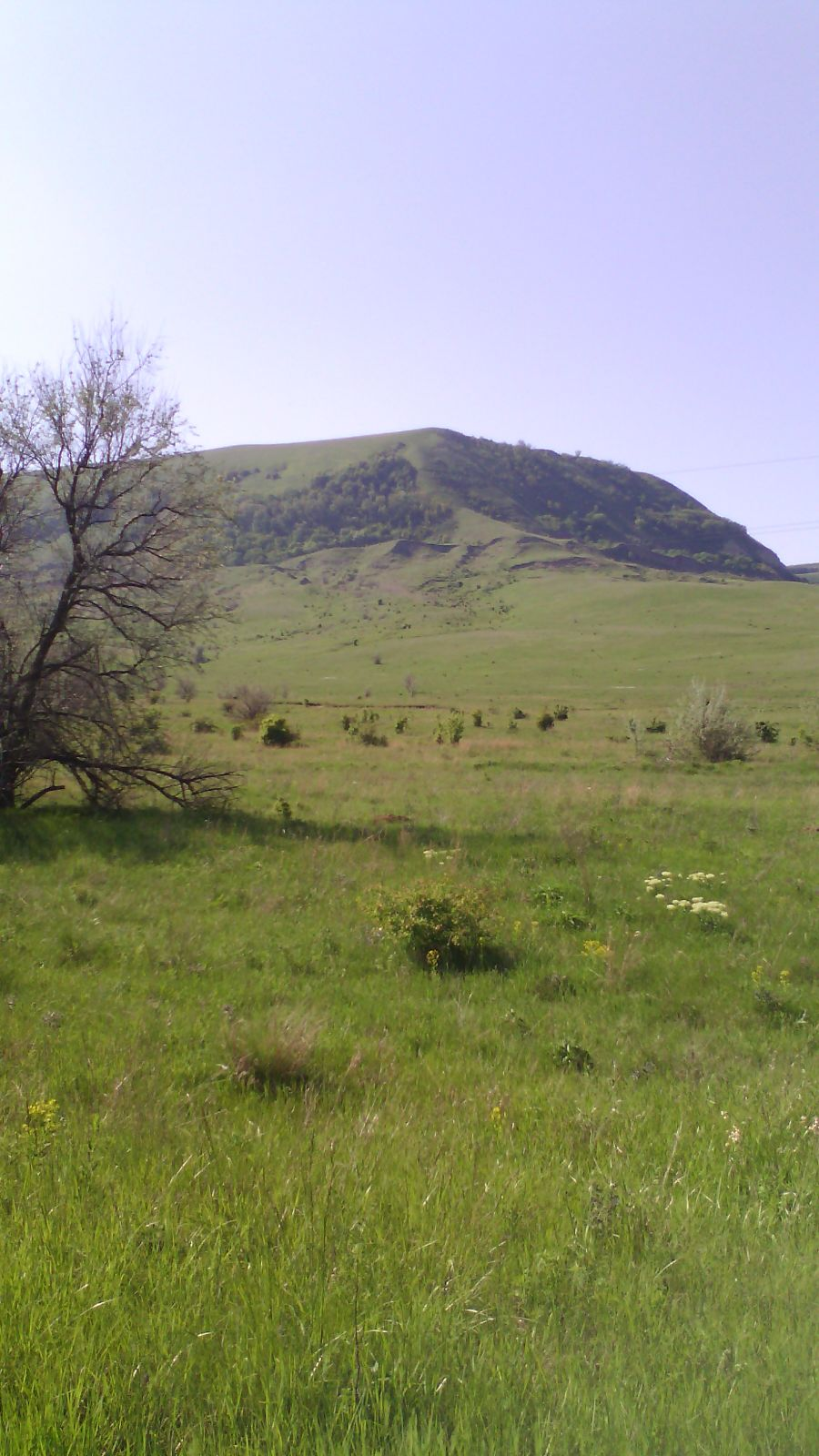
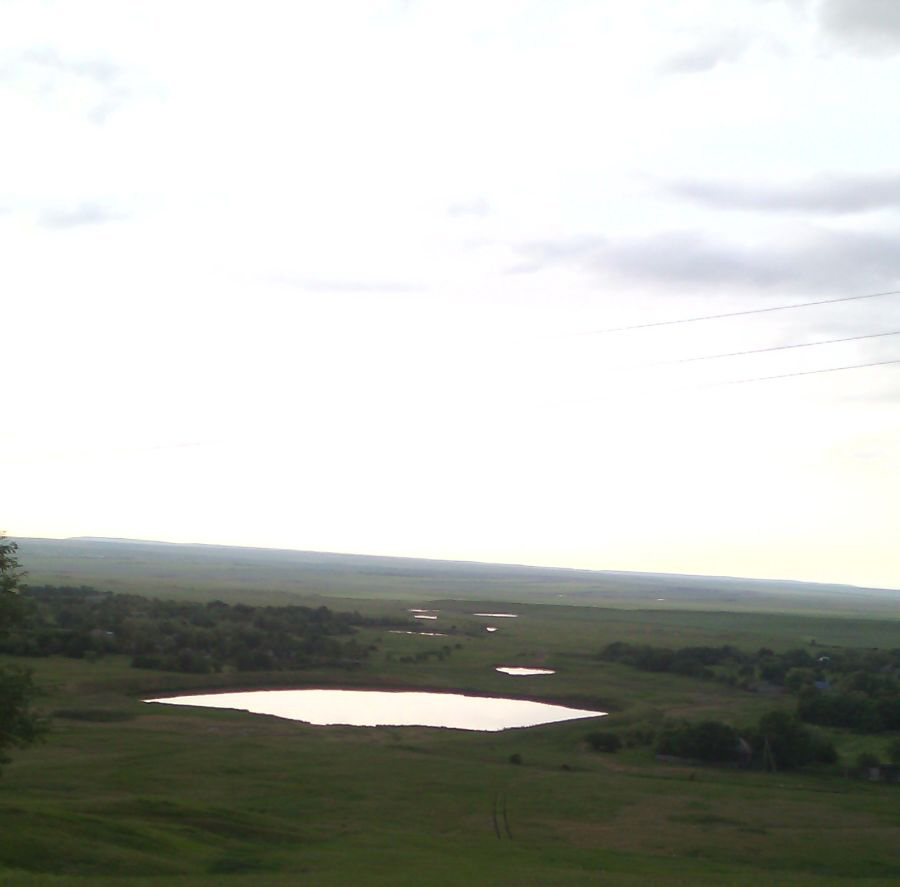
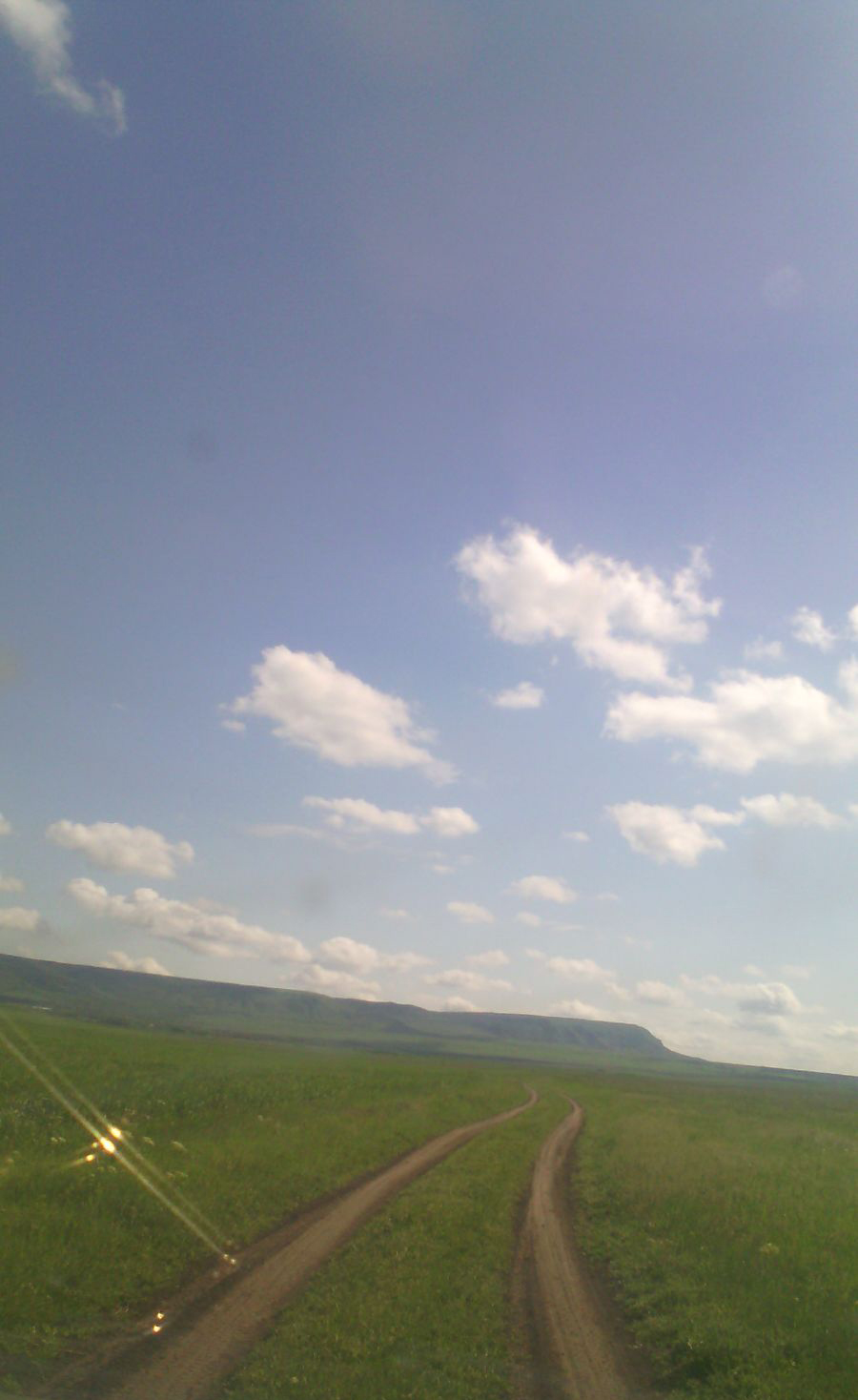
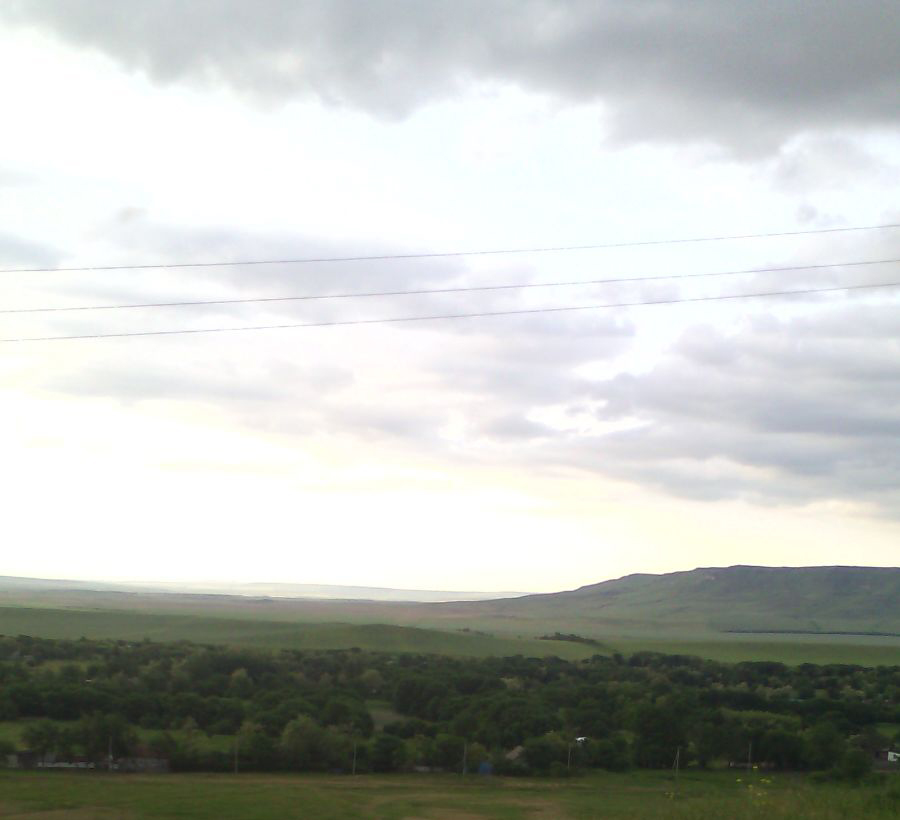